# سوناینا
سوناینا (به انگلیسی: Sunaina) (زاده ۱۸ آوریل ۱۹۸۹) بازیگر هندی است.
از فیلم‌هایی که وی در آن نقش داشته‌است می‌توان به گلوله‌ای به نام من و نگران نباش اشاره کرد.

## فیلم‌شناسی
فیلم
| سال  | نام فیلم          | نقش         | زبان  | نکات             | مرجع  |
| ---- | ----------------- | ----------- | ----- | ---------------- | ----- |
| ۲۰۰۸ | کلاس دهم          | میرا        | تلوگو |                  |       |
| ۲۰۰۸ | عاشق شدم          | میرا        | تامیل | اولین فیلم تامیل | [ ۱ ] |
| ۲۰۰۹ | ماسیلامانی        | دی‌ویا       | تامیل |                  |       |
| ۲۰۱۶ | نگران نباش        | دیپا        | تامیل |                  |       |
| ۲۰۱۸ | کالی              | پو          | تامیل |                  | [ ۲ ] |
| ۲۰۱۹ | گلوله‌ای به نام من | مایتیلی     | تامیل |                  |       |
| ۲۰۲۱ | سفر               | لیدی (پاپی) | تامیل |                  |       |
| ۲۰۲۱ | راجا راجا چورا    | ویدیا       | تلوگو |                  | [ ۳ ] |
| ۲۰۲۲ | باتون             | کاویتا      | تامیل |                  | [ ۴ ] |
| ۲۰۲۳ | رجینا             | رجینا       | تامیل |                  |       |